# Dominic Monaghan
Dominic Bernard Patrick Luke Monaghan (născut 8 decembrie 1976) este un actor britanic. A atras atenția pe plan internațional după ce l-a jucat pe Merry din adaptarea lui Peter Jackson a trilogiei The Lord of the Rings și pentru rolul său, Charlie Pace din serialul Lost.

## Viața
Monaghan s-a născut în Berlin, Germania, din părinți britanici:  Maureen, o asistentă medicală, și Austin Monaghan, un profesor de științe. Monaghan are un frate, Matthew, care este cu un an mai mare acesta fiind profesor, cântăreț și muzician. Familia lui Monaghan a locuit în Berlin, Düsseldorf, Stuttgart și Münster, mutându-se aproape la fiecare patru ani. Când avea cam 11 ani familia s-a mutat din Germania la Heaton Moor în Stockport, Greater Manchester și ulterior în Manchester. Prima limbă a lui Monaghan este engleza, dar el vorbește, de asemenea și ceva germană, fiind cunoscut pentru abilitatea sa de a-i imita pe alții și a reproduce accente. Strămoșii săi, pot proveni din regiunea centrală a Irlandei, posibil County Longford sau Roscommon.  Bernard este numele bunicul matern, și Patrick numele bunicul patern acestea putând fi dovezi ale moștenirii irlandeze. Filmul lui preferat este, Star Wars, de aici alegându-și numele Luke, ca nume de confirmare. A fost la St Anne's Roman Catholic High School (unde unchiul său a predat, mai târziu devenind director) și la Aquinas College, unde a studiat Literatura engleză, teatrul și geografia.

## Filmografie

### Filme
| Anul | Film                                              | Rol                  | Note                          |
| ---- | ------------------------------------------------- | -------------------- | ----------------------------- |
| 1997 | Hostile Waters                                    | Sasha                | TV film                       |
| 2001 | The Lord of the Rings: The Fellowship of the Ring | Meriadoc Brandybuck  |                               |
| 2002 | The Lord of the Rings: The Two Towers             | Meriadoc Brandybuck  |                               |
| 2003 | The Lord of the Rings: The Return of the King     | Meriadoc Brandybuck  | Screen Actors Guild Award win |
| 2003 | An Insomniac's Nightmare                          | Jack                 |                               |
| 2004 | Spivs                                             | Goat                 |                               |
| 2004 | The Purifiers                                     | Sol                  |                               |
| 2005 | Ringers: Lord of the Fans                         | Povestitor           |                               |
| 2005 | Shooting Livien                                   | Owen Scott           |                               |
| 2008 | I Sell The Dead                                   | Arthur Blake         |                               |
| 2009 | X-Men Origins: Wolverine                          | Chris Bradley / Bolt |                               |
| 2010 | Soldiers of Fortune                               | Sid                  | post-production               |
| 2011 | Pet                                               | Seth                 | in production                 |

### Televiziune
| Anul      | Serie                                               | Rol                      | Note |
| --------- | --------------------------------------------------- | ------------------------ | --- |
| 1996–1998 | Hetty Wainthropp Investigates                       | Geoffrey Shawcross       | Main cast member.                                                                                                   |
| 2000      | This is Personal: The Hunt for the Yorkshire Ripper | Jimmy Furey              | |
| 2000      | Monsignor Renard                                    | Etienne Pierre Rollinger | |
| 2004–2010 | Lost                                                | Charlie Pace             | Main cast member 2004 - 2007 Recurring special guest star 2008 and 2010. Screen Actors Guild Award win; 65 episodes |
| 2008      | MADtv                                               | Himself                  | Aired 26 aprilie 2008                                                                                               |
| 2008      | CQC                                                 | Himself                  | 23 iunie 2008. In CQC Argentina with Evangeline Lilly                                                               |
| 2009      | Chuck                                               | Tyler Martin             | One episode - Chuck Versus the Third Dimension                                                                      |
| 2009–2010 | FlashForward                                        | Dr. Simon Campos         | Main cast member |

### Videoclipuri muzicale
| Anul | Artist                   | Melodie              |
| ---- | ------------------------ | -------------------- |
| 2010 | Eminem featuring Rihanna | Love the Way You Lie |